# Märretjärnet, Värmland
Märretjärnet är en sjö i Arvika kommun i Värmland och ingår i Göta älvs huvudavrinningsområde. Sjön är 2,3 meter djup, har en yta på 0,043 kvadratkilometer och befinner sig 202 meter över havet.